# Iavinomby-Vohibola
Iavinomby-Vohibola is een plaats en commune in het zuiden van Madagaskar, behorend tot het district Fianarantsoa II, dat gelegen is in de regio Haute Matsiatra. Tijdens een volkstelling in 2001 telde de plaats 10.405 inwoners.
De plaats biedt enkel lager onderwijs aan. 98 % van de bevolking werkt als landbouwer, 0,7 % houdt zich bezig met veeteelt en 1 % verdient zijn brood als visser. Het belangrijkste landbouwproduct is rijst; andere belangrijke producten zijn maniok, zoete aardappelen en aardappelen. Verder is 0,3% actief in de dienstensector.